# Luik-Bastenaken-Luik 1969
De 55e editie van Luik-Bastenaken-Luik werd gehouden op 22 april 1969. 

## Verloop
Eddy Merckx was samen met ploeggenoot Victor Van Schil voorop en samen hielden ze stand tot de finish. Aldaar hadden ze een voorsprong van 8'05" op een groepje van negen renners. Derde werd de Brit Barry Hoban.

## Uitslag
| rang | renner                 | ploeg                            | tijd      |
| ---- | ---------------------- | -------------------------------- | --------- |
| 1    | Eddy Merckx            | Faema                            | 6u50'09"  |
| 2    | Victor Van Schil       | Faema                            | z.t.      |
| 3    | Barry Hoban            | Mercier-BP-Hutchinson            | op 8'05"  |
| 4    | Eric Leman             | Flandria-De Clerck-Krüger        | z.t.      |
| 5    | Wim Schepers           | Caballero                        | z.t.      |
| 6    | Roger Swerts           | Faema                            | z.t.      |
| 7    | Felice Gimondi         | Salvarani                        | z.t.      |
| 8    | Frans Verbeeck         | Geens-Diamant                    | z.t.      |
| 9    | Herman Vanspringel     | Dr. Mann-Grundig                 | z.t.      |
| 10   | Willy In 't Ven        | Dr. Mann-Grundig                 | z.t.      |
| 11   | Arie den Hartog        | Caballero                        | z.t.      |
| 12   | Flaviano Vicentini     | Filotex                          | z.t.      |
| 13   | Roger Cooreman         | Dr. Mann-Grundig                 | op 9'21"  |
| 14   | Franco Bitossi         | Filotex                          | z.t.      |
| 15   | Jos Huysmans           | Dr. Mann-Grundig                 | op 9'35"  |
| 16   | Peter Post             | Willem II-Gazelle                | z.t.      |
| 17   | Ronny De Witte         | Dr. Mann-Grundig                 | z.t.      |
| 18   | Walter Godefroot       | Flandria-De Clerck-Krüger        | z.t.      |
| 19   | Willy Bocklant         | Pull Over Centrale-Tasmanie-Novy | z.t.      |
| 20   | Roberto Poggiali       | Salvarani                        | z.t.      |
| 21   | Martin Van Den Bossche | Faema                            | op 9'50"  |
| 22   | Roger De Vlaeminck     | Flandria-De Clerck-Krüger        | op 10'00" |
| 23   | Eddy Beugels           | Mercier-BP-Hutchinson            | z.t.      |
| 24   | Ward Janssens          | Sonolor-Lejeune                  | op 16'40" |
| 25   | Frans Mintjens         | Faema                            | op 20'00" |
| 26   | Joseph Spruyt          | Faema                            | z.t.      |
| 27   | Guy Vallee             | Geens-Diamant                    | z.t.      |
| 28   | Marian Polansky        | Geens-Diamant                    | z.t.      |
| 29   | Willy Van den Eynde    | Goldor-Hertekamp-Gerka           | z.t.      |
| 30   | Joseph Henikenne       | Etalo-Siriki-Ventura             | op 23'00" |

1892 · 1893 · 1894 · 1895 - 1907 · 1908 · 1909 · 1910 · 1911 · 1912 · 1913 · 1914 · 1915 · 1916 · 1917 · 1918 · 1919 · 1920 · 1921 · 1922 · 1923 · 1924 · 1925 · 1926 · 1927 · 1928 · 1929 · 1930 · 1931 · 1932 · 1933 · 1934 · 1935 · 1936 · 1937 · 1938 · 1939 · 1940 · 1941 · 1942 · 1943 · 1944 · 1945 · 1946 · 1947 · 1948 · 1949 · 1950 · 1951 · 1952 · 1953 · 1954 · 1955 · 1956 · 1957 · 1958 · 1959 · 1960 · 1961 · 1962 · 1963 · 1964 · 1965 · 1966 · 1967 · 1968 · 1969 · 1970 · 1971 · 1972 · 1973 · 1974 · 1975 · 1976 · 1977 · 1978 · 1979 · 1980 · 1981 · 1982 · 1983 · 1984 · 1985 · 1986 · 1987 · 1988 · 1989 · 1990 · 1991 · 1992 · 1993 · 1994 · 1995 · 1996 · 1997 · 1998 · 1999 · 2000 · 2001 · 2002 · 2003 · 2004 · 2005 · 2006 · 2007 · 2008 · 2009 · 2010 · 2011 · 2012 · 2013 · 2014 · 2015 · 2016 · 2017 · 2018 · 2019 · 2020 · 2021 · 2022 · 2023 · 2024 · 2025